# Carlos Salvador Armendáriz
Carlos Casimiro Salvador Armendáriz, né le 14 avril 1966, est un homme politique espagnol membre de l'Union du peuple navarrais (UPN).
Il est élu député de la circonscription de Navarre lors des élections générales de mars 2004.

## Biographie

### Vie privée
Il est marié et père de quatre enfants.

### Profession
Carlos Salvador Armendáriz possède une licence en droit. Il est avocat actuellement sans exercice.

### Activités politiques
Il est sénateur de la VIIe législature.
Le 14 mars 2004, il est élu député pour la Navarre au Congrès des députés et réélu en 2008, 2011, 2015 et 2016.